# Fosfatidilinozitol 4,5-bisfosfat
Fosfatidilinozitol 4,5-bisfosfat ili , takođe poznat kao , je manje zastupljena fosfolipidna komponenta ćelijskih membrana.  is supstrat znatnog broja važnih signalnih proteina.
Fosfatidilinozitol 4,5-bisfosfat formiraju prvenstveno tip I fosfatidilinozitol 4 fosfat 5 kinaze iz PI(4)P supstrata.
 masne kiseline su varijabilne u različitim vrstama i tkivima. Istraživanja su pokazala da su najzastupljenije masne kiseline: stearinska u poziciji 1 i arahidonska u poziciji 2.

## Funkcije

### put
2 dejstvuje kao intermedijer u IP3/DAG putu, koji se inicira vezivanjem liganda za G protein-spregnute receptore koji aktiviraju  alfa podjedinicu. PIP2 je supstrat za hidrolizu fosfolipaze C (PLC), enzima vezanog za membranu koji se aktivira putem proteinskih receptora kao što su α1 adrenergički receptori. Proizvodi ove reakcije su inozitol 1,4,5-trifosfat i diacilglicerol (DAG), koji dejstvuju kao sekundarni glasnici. U ovoj kaskadi, DAG ostaje u ćelijskoj membrani i aktivira signalnu kaskadu aktivirajući proteinsku kinazu C (PKC). PKC zatim aktivira druge citosolne proteine putem njihove fosforilacije. PKC dejstvo može biti povraćeno fosfatazama. IP3 ulazi u citoplazmu i aktivira IP3 receptore na glatkom endoplazmatičnom retikulumu (ER), što otvara kalcijumske kanale glatkog ER, omogućavajući mobilizaciju jona kalcijuma u citozol. Kalcijum učestvuje u kaskadi putem aktivacije drugih proteina.